# St. Josef (Frankfurt-Eschersheim)
Koordinaten: 50° 9′ 22,8″ N, 8° 39′ 31,9″ O
Die Kirche St. Josef in Frankfurt-Eschersheim ist eines von drei römisch-katholischen Kirchengebäuden in Frankfurt am Main, die dem Namenspatron Josef von Nazaret geweiht sind. Sie ist die Pfarrkirche der katholischen Pfarrei St. Franziskus Frankfurt, die den Namen des Heiligen Franziskus trägt. Die Pfarrei wird von Pfarrer Hans Mayer geleitet und darüber hinaus seelsorgerisch von Schönstatt-Patres und einem Pastoralteam betreut. Der Sakralbau befindet sich ebenso wie die beiden anderen Josefskirchen (St. Josef-Höchst und St. Josef-Bornheim) im Bistum Limburg.

## Geschichte

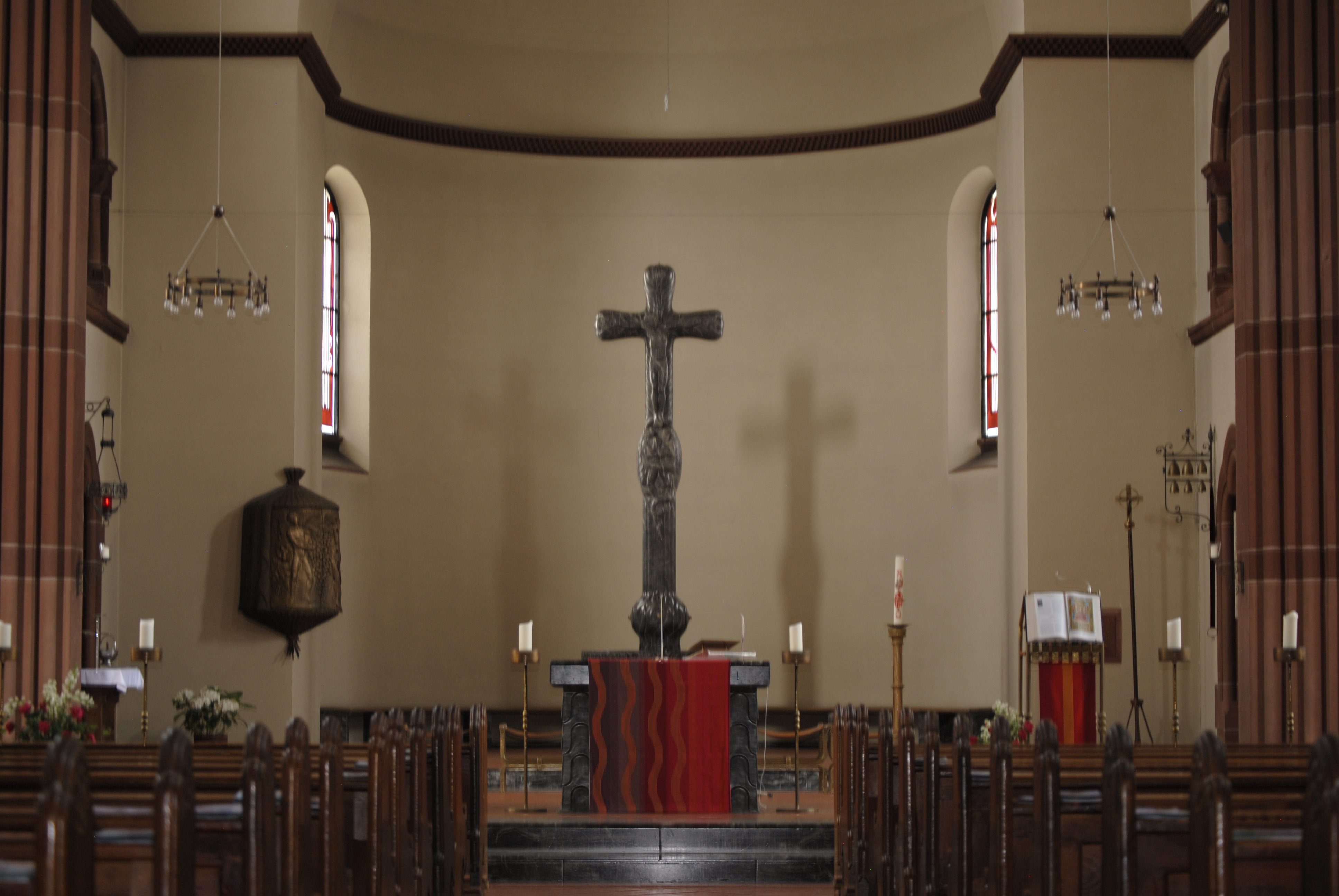
Altarraum der St. Josefskirche

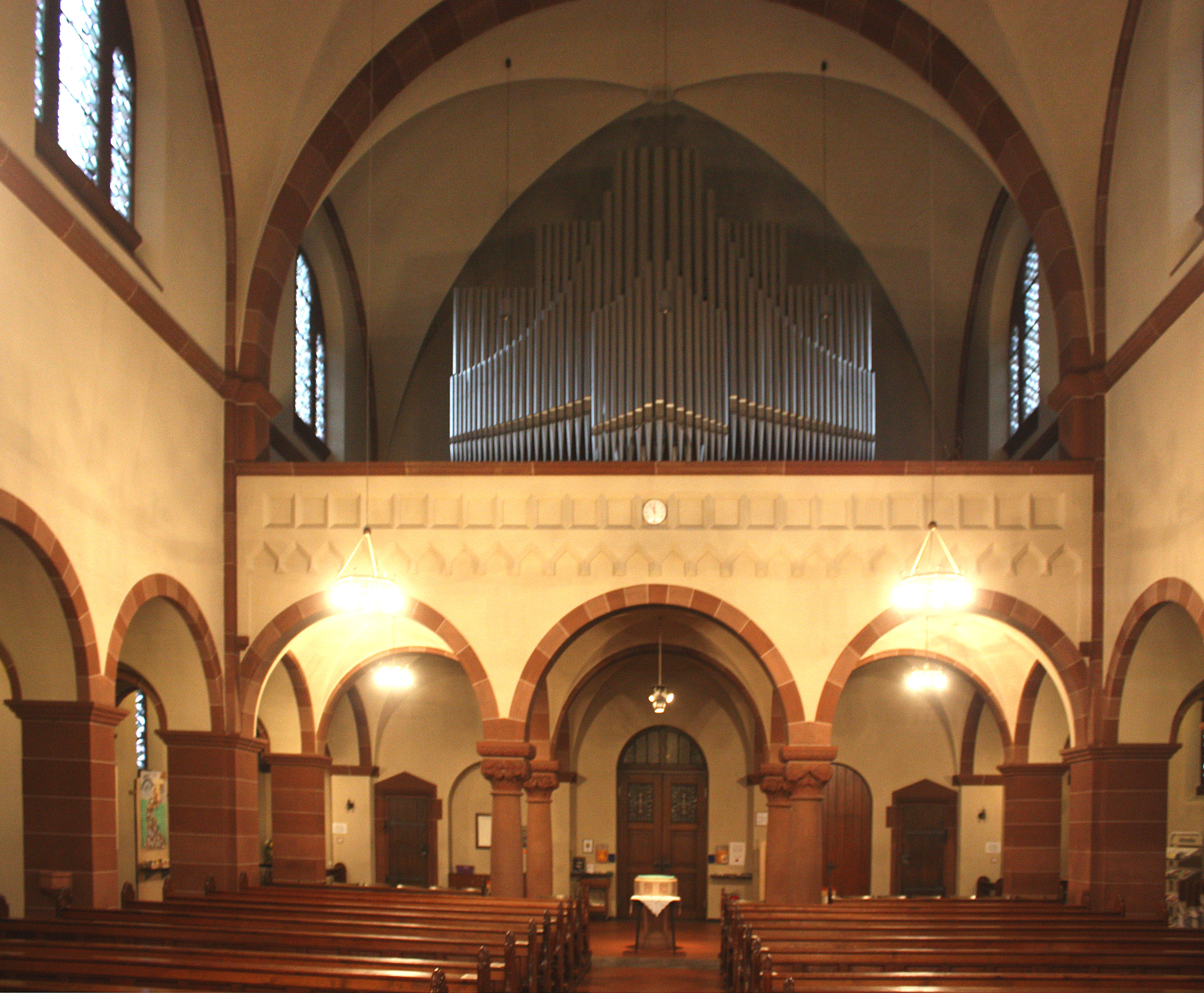
Innenansicht: Blick zur Orgelempore

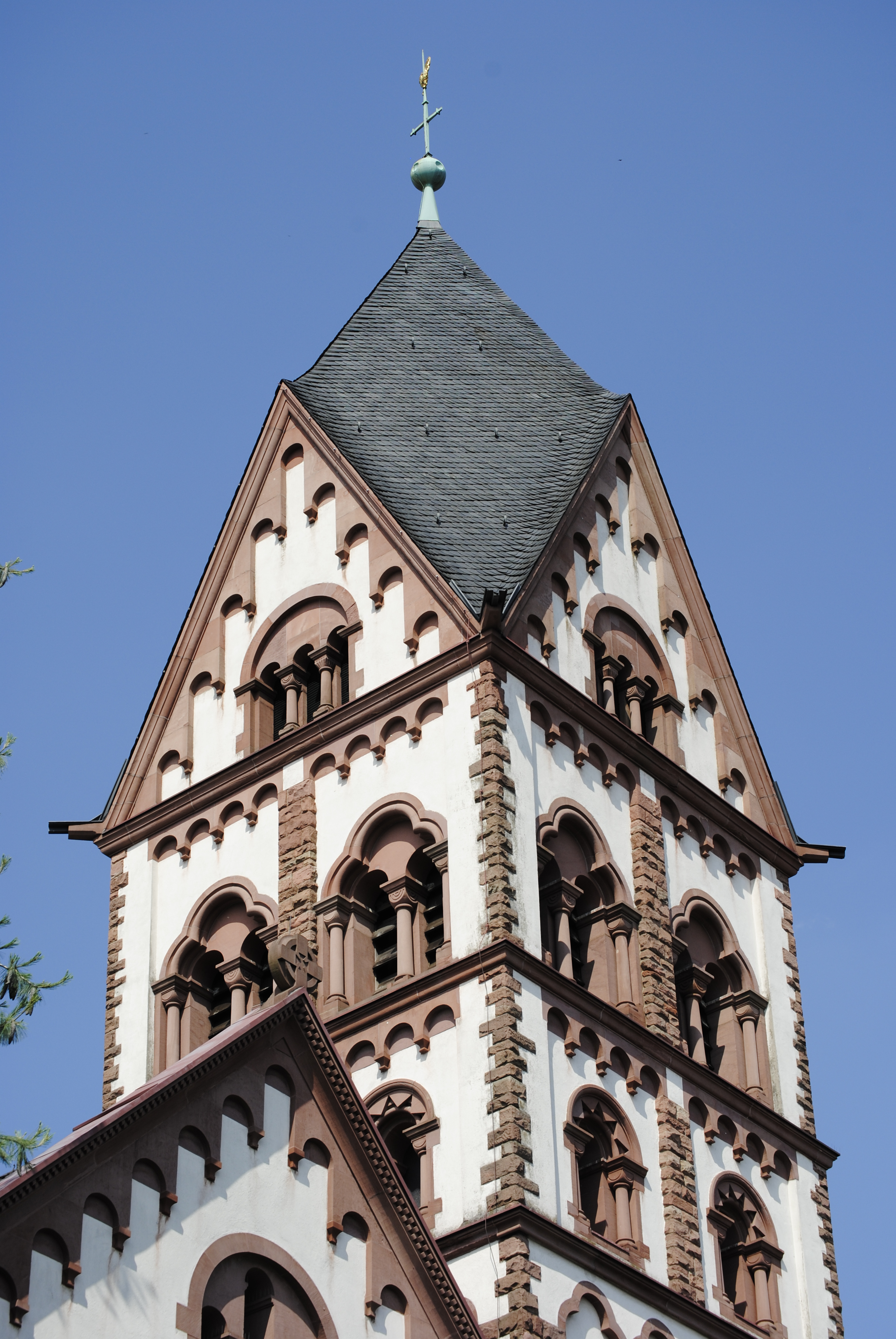
Der Kirchturm

### 20. Jahrhundert

#### Gründung
1901 wurde dem Lokalkaplan in Frankfurt-Ginnheim Kurat Freidhof die Seelsorge für die Katholiken in Eschersheim übertragen. Bereits 1904 wurde der erste katholische Gottesdienst seit der Reformation in den Räumlichkeiten der 1902 erbauten evangelischen Schule am Weißen Stein abgehalten. Im Jahr 1907 begannen die ersten Planungen für den Bau einer katholischen Kirche in Eschersheim, das damals kirchenrechtlich zum Bistum Fulda gehörte. Der Entwurf zu einem neuromanischen Kirchenbau stammt von dem Architekten Hermann Mahr, der am 17. November 1910 den Bauauftrag vom Bischöfliches General-Vikariat Fulda erhielt. Dort wurde entschieden, dass die Kirche dem Hl. Joseph geweiht werden soll.
Nach der Eingemeindung Eschersheims nach Frankfurt am Main fand der erste Spatenstich für die Kirche am 5. Dezember 1910 statt. Im darauffolgenden März wurde der Grundstein gesetzt. Am 20. August 1911 wurde das Richtfest gefeiert. Am 22. September 1912 wurden in der Kirche die fünf Glocken im Gesamtgewicht von 5597 kg geweiht. Am 29. Dezember 1912 fand die Versammlung der wahlberechtigten Katholiken Eschersheims zur Gründung der Pfarrei statt. Im Kirchlichen Amtsblatt für die Diözese Fulda wurde 1913 die von Bischof Joseph Damian Schmitt unterzeichnete Urkunde über die Errichtung der katholischen Kirchengemeinde Eschersheim vom 15. Januar 1913 und 1914 die Urkunde über die Errichtung der katholischen Pfarrei zum Hl. Joseph vom 6. Mai 1914 veröffentlicht. Am 10. Mai 1914 wurde die neue Kirche in Anwesenheit von Oberbürgermeister Georg Voigt und anderer Würdenträger von Bischof Schmitt geweiht. Erster Pfarrer war Rhaban Fröhlich, nach dem seit 1963 eine Straße in Eschersheim benannt ist.

#### Vorkriegszeit
Am 1. September 1930 wechselten die katholischen Gemeinden der im Laufe der Jahre nach Frankfurt eingemeindeten nördlichen Vororte, darunter auch die Gemeinde Eschersheim, vom Bistum Fulda zum Bistum Limburg. 1932 wurde die erste Orgel der Orgelbaufirma Späth geweiht.

#### Zweiter Weltkrieg
1941 wurde von der Orgelbaufirma Späth die Orgel erweitert. 1942 musste die Gemeinde vier der fünf Glocken für die Metallspende des deutschen Volkes abliefern. Während des Zweiten Weltkriegs erlitt die Kirche bei den Luftangriffen auf Frankfurt am Main einige kleine Schäden, wobei die gesamten Fenster am 22. März 1944 durch eine Luftmine zerstört wurden.

#### Nachkriegszeit
Eine der im Krieg abgegebenen Glocken wurde 1947/1948 zurückgegeben. 1948 wurden die 16 Fenster im Mittelschiff vorläufig neu verglast und 1949 die Bleiverglasung erneuert, jedoch konnten erst 1978 die letzten Fenster ersetzt werden. 1958 erhielt die Kirche ein neues Geläute der Gießerei F. W. Schilling aus fünf Glocken. Ende der 1950er Jahre waren die meisten Kriegsschäden beseitigt und das Gemeindehaus und der Kindergarten konnten eröffnet werden. Zwischen 1965 und 1966 erfolgte eine Außenrenovierung. Infolge der Liturgiereform durch das Zweite Vatikanische Konzil wurden ab 1978 im Zuge von Renovierungsarbeiten im Inneren die Kanzel und der Altar im Hochchor abgetragen.
Zwischen 1988 und 1991 wurden erneut Außenrenovierungen vorgenommen, wobei das Dach teilweise, aber der Dachstuhl erst im Jahr 2000 aufwändig saniert wurde.

### 21. Jahrhundert
Zum 1. Januar 2012 wurden die Pfarreigrenzen innerhalb des Bistums Limburg im Rahmen des Prozesses „Bereitschaft zur Bewegung“ neu gezogen. Durch Dekret des Bischofs Franz-Peter Tebartz-van Elst wurden in Frankfurt zehn neu zugeschnittene Pastorale Räume errichtet. Ab 2012 gehörte St. Josef zum Pastoralen Raum Frankfurt-Nordost, der darüber hinaus auch die Gemeinden St. Albert in Dornbusch, Sancta Familia in Ginnheim, Allerheiligste Dreifaltigkeit in Frankfurter Berg, Herz Jesu in Eckenheim, St. Christophorus in Preungesheim, den Stadtteil Berkersheim sowie die Katholische Koreanische Gemeinde und die Syro-Malankara Katholiken umfasste. Seit 2013 besitzt die Kirche einen modern gestalteten neuen Kreuzweg. 2014 wurde das 100-jährige Jubiläum der Kirche gefeiert.
Aus dem Pastoralen Raum ist 2015 die Pfarrei neuen Typs St. Franziskus Frankfurt entstanden.  Dazu gehört die Zentralisierung bestimmter Aufgaben, wie die des Pfarrbüros.

## Lage und Verkehrsanbindung
Die St. Josefskirche befindet sich im Frankfurter Stadtteil Eschersheim in der Josephskirchstraße, in direkter Nachbarschaft zur U-Bahn-Station Weißer Stein.